# Soupe au caillou
Ne doit pas être confondu avec La Soupe de pierres.
La soupe au caillou est une soupe paysanne traditionnelle française, où un caillou est ajouté pendant la cuisson. Ce mode d'élaboration a été longtemps utilisé dans la vallée de la Moselle en amont d'Épinal.

## Recette
La soupe au caillou est une recette traditionnelle de la soupe paysanne qui s'adapte aux variétés locales de légumes, avec une base de pomme de terre, navet, carotte et poireau.
Selon la saison, on y ajoute une poignée de pois, des haricots verts, du persil ou du laurier. Du lard fumé, des saucisses, ou une poule peuvent aussi y être ajoutés. Un caillou propre est plongé dans la casserole pendant la cuisson, laquelle dure trois heures.
En Lorraine, un caillou de rivière est utilisé. Sa forme est importante : il est choisi biconvexe, presque plat sur une face et de forme harmonieuse.

## Principe
La cuisson étant maintenue à petit feu, le galet est en perpétuel mouvement et agit comme un pilon, qui écrase les différents composants de la soupe, en affinant la texture et en répartissant les sucs.
Cette soupe cuit très longtemps sur le coin d'une cuisinière, et le caillou, agissant en accumulateur de chaleur, maintient une température efficace en écrêtant les pics de température. La soupe au caillou est servie comme un potage, agrémenté le plus souvent de crème fraiche, les légumes et la viande étant servis séparément.

## Dans la culture populaire
- La Soupe de pierres est un conte populaire aux multiples variantes, illustrant le principe d'entraide, autour d'une soupe à base de cailloux.
  - Une des variantes : Une soupe au caillou, une histoire d'Anaïs Vaugelade.
- La soupe aux cailloux est un roman de Martine Provis.
- Dans le film L'Élève Ducobu, Monsieur Buque (Jean-François Gallotte) cuisine une soupe aux cailloux pour les élèves en classe verte, mais elle n'est pas à leur goût. Les professeurs Monsieur Latouche (Élie Semoun) et Mademoiselle Rateau (Joséphine de Meaux) sont eux-mêmes dégoutés.